# Холцхајм ам Форст
Холцхајм ам Форст (њем. Holzheim am Forst) општина је у њемачкој савезној држави Баварска. Једно је од 41 општинског средишта округа Регенсбург. Према процјени из 2010. у општини је живјело 1.004 становника. Посједује регионалну шифру (AGS) 9375153.

## Географски и демографски подаци
Холцхајм ам Форст се налази у савезној држави Баварска у округу Регенсбург. Општина се налази на надморској висини од 380 метара. Површина општине износи 15,6 km². У самом мјесту је, према процјени из 2010. године, живјело 1.004 становника. Просјечна густина становништва износи 64 становника/km².

## Међународна сарадња
| Мјесто | Држава    | Врста сарадње | Од    |
| ------ | --------- | ------------- | ----- |
|        | Француска | партнерство   | 1984. |
| Извор  |           |               |       |